# 硬锰矿族
硬锰矿族（英語：Psilomelane）是指硬質黑色錳氧化物的礦物族名，包括硬锰矿（Hollandite）及钡硬锰矿(Romanèchite)。
硬锰矿族由水合氧化錳和可變量的鋇和鉀組成。 此類礦物常被誤認為黑色赤鐵礦。

### 公式
通式可以表示為 Ba(Mn2+)(Mn4+)8O16(OH)4 或 (Ba,H2O)2Mn5O10。 它有時被認為是一種水合錳酸物。錳的含量相當於 70-80% 的氧化錳和 10-15% 的可用氧。

### 特徵
Psilomelane 硬锰矿組沒有明確的化學成分，呈葡萄狀和鍾乳狀塊狀，具有光滑的光亮表面和亞金屬光澤。 該礦物的硬度為 5 至 6，易與其他水合錳氧化物區。 比重從3.7到4.7不等。 條痕棕黑色，斷口光滑。 這種礦物通常含有混合雜質，例如氫氧化鐵。 溶於鹽酸放出氯氣。

### 歷史和產地
Psilomelane這個名字是1758 年，用自古希臘語，根據它的特徵外觀而命名。
它是一種常見且重要的錳礦石，常與軟錳礦伴生，具有相同的商業應用。 呈葡萄狀的硬锰矿組分佈於許多地方； 包括康沃爾郡 Lostwithiel、薩默塞特郡的 Brendon Hills、奧克尼群島的 Hoy、科布倫茨附近的 Sayn、開普敦附近的豪特灣和弗吉尼亞州奧古斯塔縣的 Crimora 的 Restormel 鐵礦。 在佛蒙特州、弗吉尼亞州、阿肯色州和新斯科舍省與軟錳礦一起被廣泛地開採。